# The Best New Horror: Volume Twelve
The Best New Horror: Volume Twelve är den tolfte volymen i antologiserien med samma namn. Den publicerades 2001 på det brittiska bokförlaget Robinson och i USA på Carroll & Graf. Antologin vann British Fantasy Award 2002.

## Innehåll
- "Introduction: Horror in 2000" av Stephen Jones
- "Castle in the Desert" av Kim Newman
- "The Keeper of the Rothenstein Tomb" av Iain Sinclair
- "Forever Gramma" av Mick Garris
- "At Home in the Pubs of Old London" av Christopher Fowler
- "In the Water Works (Birmingham, Alabama 1888)" av Caitlín R. Kiernan
- "Bone Orchards" av Paul J. McAuley
- "No Strings" av Ramsey Campbell
- "The Grotto" av Kathryn Ptacek
- "Merry Roderick" av Geoffrey Warburton
- "Climbing Down from Heaven" av Terry Lamsley
- "Empty Stations" av Nicholas Royle
- "Flesh of Leaves, Bones of Desire" av Charlee Jacob
- "The Repulsion" av Tim Lebbon
- "The Detailer" av Dennis Etchison
- "Coming Home" av Mark Morris
- "The Hunger of the Leaves" av Joel Lane
- "Xenos Beach" av Graham Joyce
- "At Eventide" av Kathe Koja
- "Pareidolia" av Steve Rasnic Tem
- "I Have a Special Plan for This World" av Thomas Ligotti
- "The Handover" av Michael Marshall Smith
- "The Other Side of Midnight" av Kim Newman
- "Necrology: 2000" av Stephen Jones och Kim Newman